# Джафарабад (Тегеран)
Джафарабад (перс. جعفرآباد‎) — село на севере Ирана, в остане Тегеран. Входит в состав шахрестана Демавенд. Является частью дехестана (сельского округа) Абали бахша Рудехен.

## География
Село находится в восточной части остана, при автодороге 77, на расстоянии приблизительно 10 километров (по прямой) к северо-западу от города Демавенд, административного центра шахрестана. Абсолютная высота — 2315 метров над уровнем моря.

## Население
По данным переписи 2006 года население села составляло 19 человек (13 мужчин и 6 женщин). В Джафарабаде насчитывалось 10 домохозяйств. Уровень грамотности населения составлял 79 %. Уровень грамотности среди мужчин составлял 69,2 %, среди женщин — 100 %.
В 2016 году постоянное население в селе отсутствовало.